# Ordine della Stella di Romania
L'Ordine della Stella di Romania (Ordinul Naţional "Steaua României") è la più alta onorificenza rumena. Essa venne fondata durante il periodo regio, ma viene ancora oggi concessa dal presidente della repubblica di Romania.

## Storia
Nel 1863 Alexandru Ioan Cuza chiese alla rappresentanza rumena a Parigi di contattare una nota casa di gioielli per la creazione di una nuova decorazione statale. La Krétly presentò un progetto che venne subito approvato dal domnitor e, sulla base del suo accordo, vennero creati i primi 1000 pezzi su cinque classi di benemerenza:
- Cavaliere di Gran Croce
- Grand'Ufficiale
- Commendatore
- Ufficiale
- Cavaliere

A differenza degli altri ordini mondiali esistenti, ispirati al modello della Legion d'Onore francese od alla classica croce maltese, il modello proposto consisteva in una croce potenziata smaltata di blu, mai utilizzata in una decorazione sino a quel momento.
Cuza decise che il nome della decorazione sarebbe stato quello di "Ordine dell'Unione" ("Ordinul Unirii"). Venne istituita il 24 gennaio 1864, quando si commemorava il 5º anniversario della sua elezione. Il motto fu "GENERE ET CORDES FRATRES" ("Fratelli per origine e sentimenti"). Sul retro si trovavano i numeri "5" e "24", i giorni di gennaio quando venne eletto in Moldavia e Valacchia.
Non essendo in grado dalla sua posizione di istituire un'onorificenza, Cuza concesse le medaglie come riconoscimento personale. Gran parte delle insegne rimanevano però nelle prigioni del palazzo reale rumeno in attesa di conferimento.
Nell'aprile del 1877, la guerra con l'Impero Ottomano, venne ravvivata dalla legittimità delle decorazioni. Mihail Kogălniceanu, Ministro degli Esteri nel gabinetto di Ion C. Brătianu, prese parte a questi dibattiti presso la Camera dei Deputati di stato circa l'istituzione di una decorazione nazionale. La mozione venne approvata, ma il motto venne cambiato in "IN FIDE SALUS" ("Nella fede la salvezza"). Riguardo al nome, Kogălniceanu insistette per il cambiamento in "Steaua Dunării" ("Stella del Danubio").

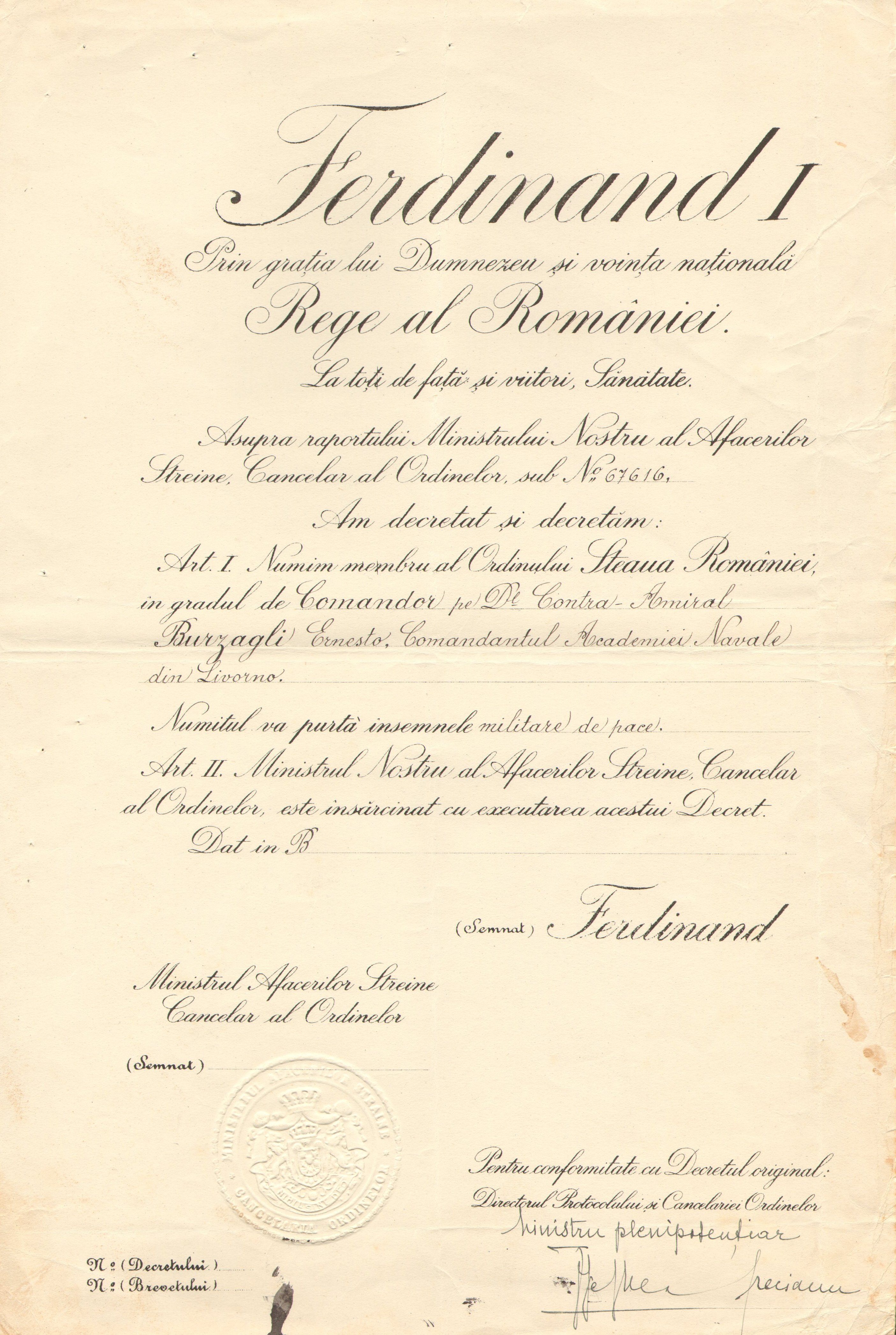
Diploma di concessione dell'onorificenza ad Ernesto Burzagli in nome di Re Ferdinando I.

Il nome di "Steaua României" ("Stella di Romania") apparve per la prima volta il 10 maggio 1887, quando una legge votata dal parlamento, approvò così il primo atto legislativo del nuovo sovrano di Romania.
Con Decreto Reale n°1545/1932, Re Carol II modificò la forma della decorazione nella gerarchia nazionale. Come risultato, nel 1932, passò dal primo posto che aveva ricoperto dal 1906, al quarto, venendo preceduta dagli ordini di Carlo I e da quello di Ferdinando I. Nel 1937, passò al settimo posto.
Durante questi cambiamenti, la forma della decorazione rimase la medesima, ma le si aggiunsero semplicemente delle aquile araldiche tra le braccia della croce, come insegna del re Carol I, mentre sul retro venne posta la data "1877", a ricordo della rifondazione dell'Ordine. Le classi di benemerenza vennero stabilite in maniera più precisa:
- Cavaliere di Gran Croce: 35 civili e 10 militari
- Cavaliere di I Classe: 50 civili e 15 militari
- Grand'Ufficiale: 75 civili e 25 militari
- Commendatore: 200 civili e 75 militari
- Ufficiale: 500 civili e 150 militari
- Cavaliere: 1000 civili e 350 militari

Le regole stabilite da re Carlo II vennero cambiate dal generale Ion Antonescu (che divenne dittatore del paese dal 4 settembre 1940), divenendo nel contempo il secondo ordine statale per importanza dopo quello di Michele il Coraggioso.
Ispirato alla Croce di Ferro tedesca, Ion Antonescu decise che i primi tre gradi dell'ordine venissero conferiti con delle corone d'alloro nel caso di particolari atti di coraggio militari.
Dopo il 1948, tutte le decorazioni statali esistenti vennero dichiarate fuorilegge e divenne vietato indossarle pubblicamente: erano quegli gli anni della repressione del regime comunista rumeno.
Dopo vari tentativi, nel 1998/1999 l'Ordine venne ristabilito col nome di "Ordine Nazionale della Stella di Romania", con lo stesso disegno utilizzato nel 1932 ma senza le insegne del Re Carol I che vennero sostituite dalle insegne repubblicane. Fu in questa occasione che venne introdotto anche l'uso del Collare sopra la Gran Croce.
Il nastro è rosso con due strisce blu per ciascun lato.

## Classi
L'Ordine dispone delle seguenti classi di benemerenza:
- Collare
- Cavaliere di Gran Croce
- Grand'Ufficiale
- Commendatore
- Ufficiale
- Cavaliere

| Nastri per civili (1877-1932) |           |              |                 |                         |
| Cavaliere                     | Ufficiale | Commendatore | Grand'Ufficiale | Cavaliere di Gran Croce |

| Nastri per civili (1932-1947) |           |              |                 |                         |
| Cavaliere                     | Ufficiale | Commendatore | Grand'Ufficiale | Cavaliere di Gran Croce |

| Nastri per militari (1938-1947) |           |              |                 |                         |
| Cavaliere                       | Ufficiale | Commendatore | Grand'Ufficiale | Cavaliere di Gran Croce |

| Nastri per civili (dal 1998) |           |              |                 |                         |         |
| Cavaliere                    | Ufficiale | Commendatore | Grand'Ufficiale | Cavaliere di Gran Croce | Collare |

| Nastri per militari (dal 1998) |           |              |                 |                         |
| Cavaliere                      | Ufficiale | Commendatore | Grand'Ufficiale | Cavaliere di Gran Croce |

## Insigniti notabili

### Primo periodo (1877-1948)
-Saverio Fava,1878 Ministro Plenipotenziario italiano a Bucarest.
- Ernesto Burzagli
- Eugenio Ferdinando Pio d'Asburgo-Teschen (1881)
- Radko Dimitriev
- Jan Karcz
- Achille Basile
- Tito Pasqui (1906)
- Hendrik Pieter Nicolaas Muller (1922)
- Artur Phleps (1920, 1933)
- Edward Rydz-Śmigły
- Amha Selassie I
- Rudolf Walden
- Fritz Witt (1942)
- Giacomo Acerbo
- Benito Mussolini

### Secondo periodo (1998-)

#### Collare
- Abdullah II di Giordania (2005)
- Valdas Adamkus (2001)
- Bhumibol Adulyadej (2000)
- Martti Ahtisaari (1998)
- Ilham Aliyev (2004)
- Kofi Annan (2001)
- Gloria Macapagal-Arroyo (2002)
- Giuseppe Arzilli (2004)
- Beatrice dei Paesi Bassi (2001)
- Andrew Bertie (2002)
- George W. Bush (2002)
- Fernando Henrique Cardoso (2000)
- Frank-Walter Steinmeier (2023)
- Carlo XVI Gustavo di Svezia (2003)
- Jacques Chirac (1998)
- Carlo Azeglio Ciampi (2003)
- Süleyman Demirel (1999)
- Zine El-Abidine Ben Ali (2003)
- Elisabetta II del Regno Unito (2000)
- Eddie Fenech Adami (2004)
- Alberto Fujimori (1998)
- Árpád Göncz (2000)
- Tarja Halonen (2006)
- Harald V di Norvegia (1999)
- Enrico di Lussemburgo (2004)
- Juan Carlos I di Spagna (2003)
- Aleksander Kwaśniewski (1999)
- Margherita II di Danimarca (2000)
- Milan Kučan (2002)
- Ricardo Lagos (2004)
- Émile Lahoud (2001)
- Petru Lucinschi (2000)
- Ferenc Mádl (2002)
- Sergio Mattarella (2016)[1]

- Rexhep Meidani (1999)
- Stjepan Mesić (2000)
- Nursultan Nazarbayev (1999)
- Roberto Raschi (2004)
- Arnold Rüütel (2003)
- Jorge Sampaio (2000)
- Rudolf Schuster (2000)
- Angelo Sodano (2004)
- Kersti Kaljulaid (2021)
- Kostis Stephanopoulos (1999)
- Petar Stoyanov (1998)
- Vaira Vīķe-Freiberga (2001)
- Ezer Weizman (1999)
- Zayed bin Sultan Al Nahyan (2002)
- Ernesto Zedillo (2000)

#### Gran Croce
- Yıldırım Akbulut (1999)
- Teoctist Arăpașu (1999)
- Ehud Barak (1999)
- Bartolomeo I di Costantinopoli (1999)
- Silvio Berlusconi (2002)
- Boutros Boutros-Ghali (2000)
- Diodoro di Gerusalemme (1999)
- Doina Cornea (2000)
- Pat Cox (2002)
- Bülent Ecevit (1999)
- Laurent Fabius (1999)
- Rafik Hariri (2002)
- Henri de Laborde de Monpezat (2000)
- Jaap de Hoop Scheffer (2004)
- Mugur Isărescu (2000)
- Lionel Jospin (1999)
- Jean-Claude Juncker (2003)
- Karekin II (2000)
- Hüseyin Kıvrıkoğlu (1999)
- Liviu Librescu (2007, post mortem)
- Adrian Năstase (2002)
- George Palade (2000)
- Göran Persson (2004)
- Christian Poncelet (1999)
- Romano Prodi (2000)
- Jean-Pierre Raffarin (2004)
- George Robertson, Barone Robertson di Port Ellen (2000)
- Gil Carlos Rodriguez Iglesias (2002)
- Gerhard Schröder (2004)
- Sofia di Grecia (2003)
- Wolfgang Schüssel (2004)
- Walter Schwimmer (2001)
- Vasileios Skourīs (2004)
- Edmund Stoiber (1999)
- William Timlin 2007
- Alexandru Todea (1999)
- Grigore Vieru (2009)
- Laura Mattarella (2018)

#### Grand'Ufficiale
- Nicolae Cajal (2000)
- Liviu Ciulei (2000)
- Ileana Cotrubaș (2000)
- Rosa Del Conte (2003)
- Lucian Pintilie (2000)
- Dumitru Prunariu (2000)
- Fiorello Provera (2004)

#### Commendatore
- Mircea Dinescu (2000)
- Diego Brasioli (2017)
- Alexandru Zub (2000)
- Chris Lauzen (2006)

#### Ufficiale
- Marian-Jean Marinescu (2000)
- Randolph L. Braham (2004) (ritirata nel 2005)

#### Cavaliere
- Gică Petrescu (2003)
- Corneliu Vadim Tudor (2004) (ritirata nel 2007)
- Hédi Fried (2016)
- Claudio Graziano (2019)